# اس‌اس مکتان (۱۸۹۸)
اس‌اس مکتان (۱۸۹۸) (به انگلیسی: SS Mactan (1898)) یک کشتی بود. این کشتی در سال ۱۸۹۸ ساخته شد.